# Sophie Hus
Sophie Hus est une danseuse française, née Marie-Sophie-Gabrielle Buguet, dite Soulier, à Toulon en 1758 et morte à Saint-Pétersbourg après 1831. Elle est la fille naturelle de Marie Buguet et de Joseph Soulier, violoncelliste aux théâtres de Nîmes et d'Avignon, et la demi-sœur du musicien et chanteur Jean-Pierre Soulier, dit Solié.
Antoine Dauvergne la dit élève de Mlle de Saint-Huberty.
Après avoir joué à Lyon en 1772-1773, elle est à Nantes en 1777, puis revient à Lyon en 1780, dans la troupe de Jean-Baptiste Hus. Elle y épouse Eugène Hus le 29 mai 1781 et suit la famille Hus à Bordeaux l'année suivante. Le ménage Hus-Soulier se détériore rapidement et Sophie Hus se rend à Marseille en 1783, accompagnée de sa sœur, Eugénie Buguet, dite Soulier. Les deux sœurs s'endettent considérablement et fuient vers l'Italie. Mais c'est finalement en Suède que se rend Sophie Hus : elle y joue dès 1784 et y reste jusqu'en 1787.
Gravitant autour de la cour de Gustave III de Suède, Sophie Hus fait la connaissance du comte Arkadi Ivanovitch Morkov (ou Markov), diplomate russe en poste à Stockholm, qui devient son amant et l'emmène à Saint-Pétersbourg en 1787. Elle se fait engager dans la troupe française du Théâtre Michel et obtient un contrat de 1789 à 1799. Elle accompagne ensuite son amant à Paris, pour la signature secrète du Traité de Paris du 10 octobre 1801 avec Napoléon.
On suppose qu'elle décède à Saint-Pétersbourg après 1831, quatre ou cinq ans après Morkov.